# Coupe Asahi
La Coupe Asahi est un des plus importants tournois de shogi professionnel en dehors des huit tournois majeurs. Elle est sponsorisée par l'Asahi Shinbun et la Nihon Shogi Renmei  (fédération japonaise de shogi)
Avant 2007 le tournoi était connu sous le nom d'Asahi Open .Et encore auparavant comme le Zen Nihon (All Japan)

## Organisation

### Participation
Le tournoi permet la participation de 10 joueurs amateurs sélectionnés en fonction de leurs résultats et de 3 féminines pro invités par les organisateurs. Depuis 2021 s'ils atteignent les demi-finales ils deviennent éligibles a l'examen professionnel leur permettant de rejoindre les rangs pros.

### Cadence
La cadence utilisée est de 40 minutes par joueur auxquelles viennent s'ajouter un byo-yomi de 1 minute par coup une fois le temps principal épuisé.

### Phase préliminaire
Les joueurs professionnels sont répartis en 16 groupes dans lesquels sont distribués également les amateurs et féminines.
Lors du premier tour, les féminines et amateurs sont opposés aux professionnels les plus récents dans des matchs pro amateurs.

### Seconde phase
Les seize qualifiés de la phase préliminaire et seize joueurs présélectionnés en fonction de leur résultats antérieurs.
Les éliminatoires sont organisés en 8 groupes et deux tours ont lieu permettant de sélectionner huit participants à la phase finale lors du premier tour les qualifiés sont opposés aux pré-sélectionnés.

### Phase finale
Les huit qualifiés issus de la seconde phase et huit têtes de série pré-sélectionnés s'affrontent dans un tournoi à élimination directe.
Lors du premier tour, les qualifiés sont opposés aux présélectionnés.

## Palmarès

### Zen Nihon  (All Japan)
| Année | Vainqueur              | Vainqueur | Marque | Finaliste          | Finaliste  |
| ----- | ---------------------- | --------- | ------ | ------------------ | ---------- |
| 1982  | Kiyozumi Kiriyama      | 桐山清澄  | 2-1    | Teruichi Aono      | 青野照市   |
| 1983  | Koji Tanigawa (1-3)    | 谷川浩司  | 2-1    | Torahiko Tanaka    | 田中寅彦   |
| 1984  | Koji Tanigawa (1-3)    | 谷川浩司  | 2-0    | Keiji Mori         | 森雞二     |
| 1985  | Koji Tanigawa (1-3)    | 谷川浩司  | 2-0    | Hifumi Katō        | 加藤一二三 |
| 1986  | Nobuyuki Ōuchi         | 大内延介  | 2-0    | Osamu Nakamura     | 中村修     |
| 1987  | Koji Tanigawa (4)      | 谷川浩司  | 2-0    | Yōichi Kushida     | 櫛田陽一   |
| 1988  | Toshiyuki Moriuchi     | 森内俊之  | 2-0    | Koji Tanigawa      | 谷川浩司   |
| 1989  | Yoshiharu Habu         | 羽生善治  | 2-1    | Koji Tanigawa      | 谷川浩司   |
| 1990  | Taku Morishita         | 森下卓    | 3-1    | Kiyozumi Kiriyama  | 桐山清澄   |
| 1991  | Yoshiharu Habu (2)     | 羽生善治  | 3-2    | Taku Morishita     | 森下卓     |
| 1992  | Koichi Fukaura         | 深浦康市  | 3-2    | Kunio Yonenaga     | 米長邦雄   |
| 1993  | Takashi Abe            | 阿部隆    | 3-2    | Hiroki Nakata      | 中田宏樹   |
| 1994  | Koji Tanigawa (5)      | 谷川浩司  | 3-1    | Koichi Fukaura     | 深浦康市   |
| 1995  | Nobuyuki Yashiki       | 屋敷伸之  | 3-0    | Takeshi Fujii      | 藤井猛     |
| 1996  | Koji Tanigawa (6)      | 谷川浩司  | 3-2    | Taku Morishita     | 森下卓     |
| 1997  | Yoshiharu Habu (3)     | 羽生善治  | 3-0    | Toshiyuki Moriuchi | 森内俊之   |
| 1998  | Tadahisa Maruyama      | 丸山忠久  | 3-0    | Toshiyuki Moriuchi | 森内俊之   |
| 1999  | Koji Tanigawa (7)      | 谷川浩司  | 3-0    | Hiroshi Okazaki    | 岡崎 洋    |
| 2000  | Toshiyuki Moriuchi (2) | 森内俊之  | 3-2    | Koji Tanigawa      | 谷川浩司   |

### Asahi Open
| Année | Vainqueur            | Vainqueur  | Marque | Finaliste           | Finaliste  |
| ----- | -------------------- | ---------- | ------ | ------------------- | ---------- |
| 2001  | Kazushiza Horiguchi  | 堀口一史座 | 3-1    | Masataka Sugimoto   | 杉本昌隆   |
| 2002  | Koichi Fukaura (2)   | 深浦康市   | 3-1    | Kazushiza Horiguchi | 堀口一史座 |
| 2003  | Yoshiharu Habu (4-7) | 羽生善治   | 3-2    | Koichi Fukaura      | 深浦康市   |
| 2004  | Yoshiharu Habu (4-7) | 羽生善治   | 3-0    | Takayuki Yamasaki   | 山崎 隆之  |
| 2005  | Yoshiharu Habu (4-7) | 羽生善治   | 3-1    | Takeshi Fujii       | 藤井猛     |
| 2006  | Yoshiharu Habu (4-7) | 羽生善治   | 3-1    | Chikara Akutsu      | 阿久津主税 |

### Coupe Asahi
| Année | Vainqueur                     | Finaliste                 | Demi-finalistes             | Demi-finalistes            |
| ----- | ----------------------------- | ------------------------- | --------------------------- | -------------------------- |
| 2007  | Hisashi Namekata              | Tadahisa Maruyama         | Chikara Akutsu              | Yoshiharu Habu             |
| 2008  | Chikara Akutsu                | Toshiaki Kubo 久保利明    | Koji Tanigawa 谷川浩司      | Kazutoshi Sato 佐藤和俊    |
| 2009  | Yoshiharu Habu                | Toshiaki Kubo 久保利明    | Koji Tanigawa 谷川浩司      | Kazutoshi Sato 佐藤和俊    |
| 2010  | Kazuki Kimura 木村一基        | Yoshiharu Habu 羽生善治   | Akira Watanabe 渡辺明       | Masataka Goda 郷田 真隆    |
| 2011  | Yoshiharu Habu (2) 羽生善治   | Akihito Hirose 広瀬 章人  | Tatsuya Sugai 菅井 竜也     | Masataka Goda 郷田 真隆    |
| 2012  | Akira Watanabe 渡辺明         | Tatsuya Sugai 菅井 竜也   | Koji Tanigawa 谷川浩司      | Yoshiharu Habu             |
| 2013  | Yoshiharu Habu (3-5) 羽生善治 | Akira Watanabe 渡辺明     | Masayuki Toyoshima 豊島将之 | Toshiyuki Moriuchi         |
| 2014  | Yoshiharu Habu (3-5) 羽生善治 | Akira Watanabe 渡辺明     | Masayuki Toyoshima 豊島将之 | Shingo Itō 伊藤真吾        |
| 2015  | Yoshiharu Habu (3-5) 羽生善治 | Akira Watanabe 渡辺明     | Yasuaki Murayama 森内俊之   | Makoto Tobe 戸辺誠         |
| 2016  | Wataru Yashiro 八代弥         | Yasuaki Murayama 村山慈明 | Akihito Hirose 広瀬 章人    | Shingo Sawada 澤田真吾     |
| 2017  | Sōta Fujii (1-2) 藤井聡太     | Akihito Hirose 広瀬 章人  | Toshiaki Kubo 久保利明      | Yoshiharu Habu             |
| 2018  | Sōta Fujii (1-2) 藤井聡太     | Akira Watanabe 渡辺明     | Shōta Chida 千田 翔太       | Hisachi Namekata 行方 尚史 |
| 2019  | Shōta Chida 千田 翔太         | Takuya Nagase 永瀬 拓矢   | Chikara Akutsu              | Sōta Fujii 藤井聡太        |
| 2020  | Sōta Fujii (3) 藤井聡太       | Hiroyuki Miura 三浦弘行   | Akira Watanabe 渡辺明       | Takuya Nishida 西田拓也    |
| 2021  | Tatsuya Sugai 菅井 竜也       | Akira Inaba 稲葉陽        | Takuya Nagase 永瀬 拓矢     | Amahiko Sato 佐藤 天彦     |
| 2022  | Sōta Fujii (4) 藤井聡太       | Akira Watanabe 渡辺明     | Masayuki Toyoshima 豊島将之 | Tetsurō Itodani 糸谷 哲郎  |
| 2023  | Takuya Nagase 永瀬 拓矢       | Sōta Fujii 藤井聡太       | Tetsuro Itodani 糸谷哲郎    | Takuya Nishida 西田拓也    |
| 2024  | Seiya Kondō                   | Shin'ichirō Hattori       | Yūki Sasaki                 | Akihiro Ida                |

### Vainqueurs multiples
- Yoshiharu Habu : 12
- Koji Tanigawa : 7
- Sota Fujii : 4
- Toshiyoki Moriuchi : 2
- Koichi Fukaura : 2